# Война зла
«Любовь зла» (англ. «Krieg Nicht Lieb») — одиннадцатый эпизод четвёртого сезона американского драматического телесериала «Родина» и 47-й во всём сериале. Премьера состоялась на канале Showtime 14 декабря 2014 года.

## Сюжет
Куинн (Руперт Френд) навещает бывшую любовницу (Нина Хосс), которая работает в посольстве Германии. С её помощью, ему удаётся отследить нынешнее местонахождение Хаккани (Нуман Аджар) путём отслеживания сотовых телефонов в той же партии, что и телефоны, которые он забрал у подручных Хаккани. Кэрри (Клэр Дэйнс) выслеживает Куинна и узнаёт, что он изготавливает бомбу.
Кэрри получает срочный звонок от Мэгги (Эми Харгривз), которая говорит о том, что их отец Фрэнк умер от обширного инсульта.
Куинн воплощает свой план в действие. Он показывает Киран (Шавани Сет) видеозапись смерти Айана от рук Хаккани и просит Киран разместить видео в интернете и организовать студенческую демонстрацию перед убежищем Хаккани в Исламабаде. Тасним (Нимрат Каур) отвечает тем, что отправляет туда же сторонников Хаккани. Куинн сливается с толпой, держа большой плакат. Он кидает ручку плаката, которую он заполнил C-4, под решётку на пути Хаккани. Как Куинн и ожидал, помощники Хаккани решают переместить его в более безопасное место. Когда машина с Хаккани готова выехать, Куинн собирается взорвать бомбу, но не делает этого, так как видит Кэрри, которая обнаруживает себя, сняв хиджаб. Керри не хочет, чтобы погибли другие люди. Машина медленно едет сквозь толпу, а Хаккани приветствует своих сторонников. Кэрри следует за машиной с целью убить Хаккани самой. Прежде чем она сможет выстрелить в него, её сдерживает Аасар Хан (Раза Джаффри), который указывает на Дар Адала (Ф. Мюррей Абрахам) находящегося в машине с Хаккани.

## Производство
Режиссёром эпизода стал Кларк Джонсон, а сценаристами стали исполнительные продюсеры Александр Кэри и Чип Йоханнссен.
Мэнди Патинкин появляется только на архивных кадрах в этом эпизоде в роли Сола Беренсона. Эпизод включает смерть отца Кэрри, как и смерть актёра, сыгравшего Фрэнка Мэтисона, Джеймса Ребхорна, умершего в марте 2014 года.

## Реакция

### Рейтинги
Во время оригинального показа, эпизод посмотрели 2,1 миллиона зрителей, что подчёркивает восьмой последовательный рост в аудитории и делает его самым высоко-рейтинговым эпизодом сезона на сегодняшний день.

### Реакция критиков
На сайте Rotten Tomatoes у эпизода рейтинг 83%, на основе 12 отзывов.
Синтия Литтлтон из «Variety» описала эпизод как «динамичная смесь острого как бритва напряжения и более мягких эмоциональных моментов».
Прайс Питерсон из журнала «New York» оценил эпизод на 4 звезды из 5, похвалив выступление Клэр Дэйнс и развитие её персонажа, Кэрри Мэтисон.